# Oriëntalistiek
De oriëntalistiek is de academische studie van de oosterse talen – zowel klassieke als moderne – cultuur en geschiedenis. Oriëntalistiek wordt ook soms nog onderverdeeld in:
- Arabistiek en islamkunde (zoals Arabisch en Turks)
- Studie van het oude Nabije Oosten (zoals Hebreeuws, Aramees, Akkadisch en spijkerschrift)
- Egyptologie
- Iranistiek: Perzisch, Koerdisch, Pakistaans, Pasjtoe
- Turkologie: Studie van Osmaans, Turks en andere Turkse talen en culturen
- Indiakunde: Studie van Hindi, Sanskriet en andere Indiase talen
- Indonesiëkunde: studie van het Indonesisch
- Sinologie: klassiek en modern Chinees
- Tibetologie: klassiek en modern Tibetaans
- Koreanistiek: klassiek en modern Koreaans
- Mongologie: Mongools
- Sanskritist: Sanskriet
- Studie der Centraal-Aziatische talen
- Japanologie: klassiek en modern Japans

## Opleiding
In Nederland was het vak Oosterse talen vanaf de 16e eeuw op vele universiteiten en Illustere scholen een van de leerstoelen. Hebreeuws was de belangrijkste taal, maar daarnaast werden vaak ook andere talen behandeld. Tegenwoordig is vooral de Universiteit Leiden gespecialiseerd in deze taal- en cultuurstudies, maar ook aan de universiteiten van Groningen, Utrecht, Amsterdam en Nijmegen komen sommige van deze disciplines aan bod.

In Vlaanderen hebben zowel de Katholieke Universiteit Leuven als de Universiteit Gent een bachelor- en masteropleiding in respectievelijk Taal- en regiostudies (Leuven) en de Oosterse talen en culturen (Gent).

## Oriëntalisme
De oriëntalistiek is in een nieuw licht komen te staan door het baanbrekende, maar ook controversiële werk van de Palestijns-Amerikaanse taal- en literatuurwetenschapper Edward W. Said. In zijn Orientalism: Western Conceptions of the Orient betoogde hij met een veelheid aan verwijzingen naar en interpretaties van geschriften van westerse geleerden en literatoren dat het Oosten veelal vanuit de optiek van de machthebbers werd gezien, omdat het het vaak over koloniën ging, maar ook omdat het de wetenschappers waren die de kaders aangaven, terwijl het Oosten zelf meer als object fungeerde dan als participant. Deze houding doopte hij oriëntalisme.
Vandaar ook, aldus Said, de westerse opvatting van het mysterieuze, exotische Oosten: deze opvatting noemt hij een westerse uitvinding. Said geeft aan dat oriëntalistiek niet kan worden los gezien van politieke, methodologische en persoonlijke uitgangspunten die het onderzoek al vooraf kleuren.
De tegenhanger van oriëntalisme is occidentalisme.